# Zulficar Mussagy
Zulficar Issufo Mussagy (* 10. Mai 1980) ist ein mosambikanischer Badmintonspieler.

## Karriere
Zulficar Mussagy qualifizierte sich 2010 im Herreneinzel und im Herrendoppel für die Commonwealth Games. Im Doppel belegte er dabei Rang 17, im Einzel Rang 33. Bereits 2003 nahm er an den Brazil International teil, 2008 an den Nigeria International. 2011 qualifizierte er sich für die Afrikaspiele und konnte sich bis ins Achtelfinale des Herrendoppels vorkämpfen. Bei den Zambia International 2017 erreichte er das Viertelfinale im Herrendoppel. 2019 stand er im Hauptfeld der Kenya International und der Uganda International.